# San Juan de Ortega
San Juan de Ortega est une localité du municipio (canton ou municipalité) de Barrios de Colina, comarca (communauté historique, pays ou comté) de l'Arlanzón, dans la communauté autonome de Castille-et-León, province de Burgos, située dans le Nord de l’Espagne.
Sa population était de 29 habitants en 2008.
Le Camino francés du Pèlerinage de Saint-Jacques-de-Compostelle passe par cette localité.

## Géographie
San Juan de Ortega est à 24 km à l'est de Burgos et à 2,5 km de Barrios de Colina, le chef-lieu du municipio.

## Histoire
Le village de San Juan de Ortega est bati auprès d'une chapelle et d’une auberge établies vers 1115 par san Juan de Ortega (le saint bâtisseur saint Jean de l'ortie).
Ainsi s'installe une population qui reçoit en 1202 des privilèges par le roi Alphonse VIII de Castille. Ce document, un fuero (charte) accorde des libertés à ceux qui s’établissent dans la localité, tout en leur rappelant les obligations qu'ils doivent au monastère. Ce document fonde le village, doté du nom du monastère.
Le peuplement se développe ; quand les ermites de l' ordre espagnol de Saint Jérôme s'établissent au monastère, l'évêque de Burgos s'engage à supprimer sa juridiction [Quoi ?], engagement qu’il n’a jamais tenu.

## Culture et patrimoine

### Pèlerinage de Compostelle
Par le Camino francés du Pèlerinage de Saint-Jacques-de-Compostelle, le chemin vient de Villafranca Montes de Oca.
La prochaine halte est : soit Agés à l'ouest, soit par une variante à plus grande circulation routière, Santovenia de Oca au sud-ouest. Les deux localités appartiennent au municipio (municipalité ou canton) d'Arlanzón.

### Patrimoine religieux
Monasterio de San Juan de Ortega
Le monastère de San Juan de Ortega est dédié au « saint cantonnier » San Juan de Ortega, c'est-à-dire en français « Saint Jean de l'Ortie. »

## Sources et références
- (es) Cet article est partiellement ou en totalité issu de l’article de Wikipédia en espagnol intitulé « San Juan de Ortega (Burgos) » (voir la liste des auteurs).
- Grégoire, J.-Y. & Laborde-Balen, L. , « Le Chemin de Saint-Jacques en Espagne - De Saint-Jean-Pied-de-Port à Compostelle - Guide pratique du pèlerin », Rando Éditions, mars 2006,  (ISBN 978-2-84182-224-9)
- « Camino de Santiago St-Jean-Pied-de-Port - Santiago de Compostela », Michelin et Cie, Manufacture Française des Pneumatiques Michelin, Paris, 2009,  (ISBN 978-2-06-714805-5)
- « Le Chemin de Saint-Jacques Carte Routière », Junta de Castilla y León, Editorial Everest